# Mumpsimus

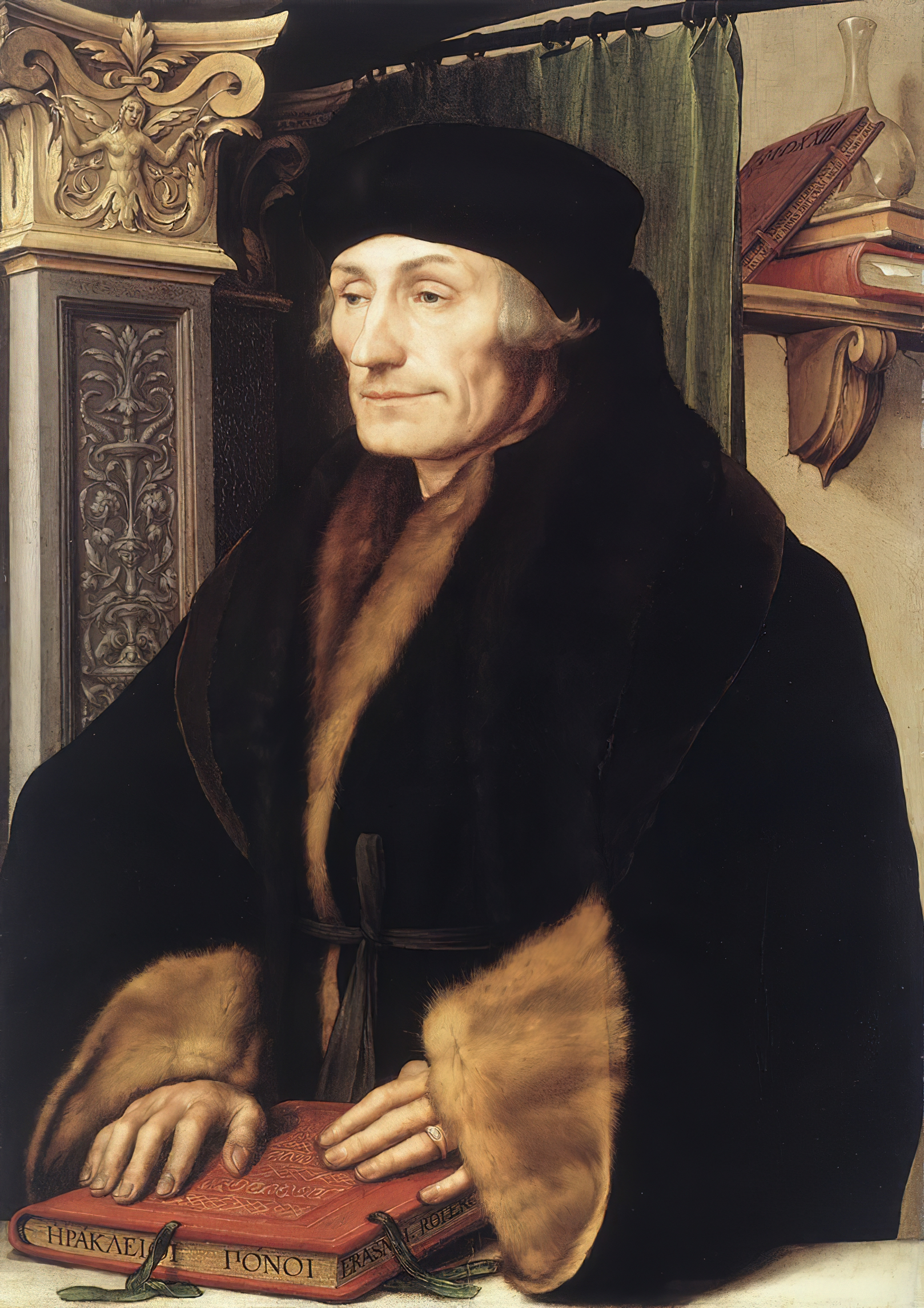
L'umanista Erasmo da Rotterdam forse coniò la parola.

Un mumpsimus è "un'abitudine tradizionale rispettata ostinatamente per quanto irrazionale possa essere", oppure "qualcuno che si aggrappa ostinatamente a un errore, a una cattiva abitudine o a un pregiudizio, anche dopo che la sua debolezza è stata esposta e la persona umiliata; inoltre, qualsiasi errore, cattiva abitudine o pregiudizio a cui ci si aggrappa in questo modo". L'espressione mumpsimus può descrivere il comportamento o la persona che si comporta in tale modo. 
Ad esempio, se una persona continua a dire la parola sbagliata anche dopo essere stata informata della forma corretta, l'oratore o la frase possono essere chiamati mumpsimus.

## Origine
Il termine deriva da una storia apocrifa su un prete cattolico scarsamente istruito che predicava la messa secondo il rito latino e che, mentre stava recitando la preghiera che segue la comunione Quod ore sumpsimus, Domine ("Ciò che abbiamo ricevuto sulla bocca, Signore"), anziché sumpsimus ("abbiamo ricevuto") pronunciò la parola inesistente mumpsimus, presumibilmente un caso di mondegreen. Dopo essere stato avvertito del suo errore, continuò comunque ad usare la forma sbagliata, forse per testardaggine, abitudine, o rifiuto della correzione.
La storia è stata raccontata da Erasmo da Rotterdam in una lettera che scrisse nell'agosto 1516 a Henry Bullock. Erasmo paragonò questo atteggiamento del prete all'atteggiamento di coloro che rifiutavano che il Novum Instrumentum omne, l'edizione fatta da Erasmo del Nuovo Testamento in greco, correggesse degli errori della Vulgata latina.
Il diplomatico inglese Richard Pace aggiunse nel suo De Fructu qui ex Doctrina Percipitur (1517) una variante secondo cui il prete era inglese ed aveva pronunciato la parola mumpsimus per trent'anni. Mentre il libro di Pace (scritto in latino) è accreditato dalla prima edizione dell'Oxford English Dictionary come la fonte originaria dell'espressione mumpsimus, Pace ha riconosciuto di averla tratta da Erasmo in una sua lettera del 1517 indirizzata ad Erasmo stesso. L'espressione mumpsimus and sumpsimus divenne proverbiale tra i Protestanti nei primi anni dello scisma anglicano.

## Uso

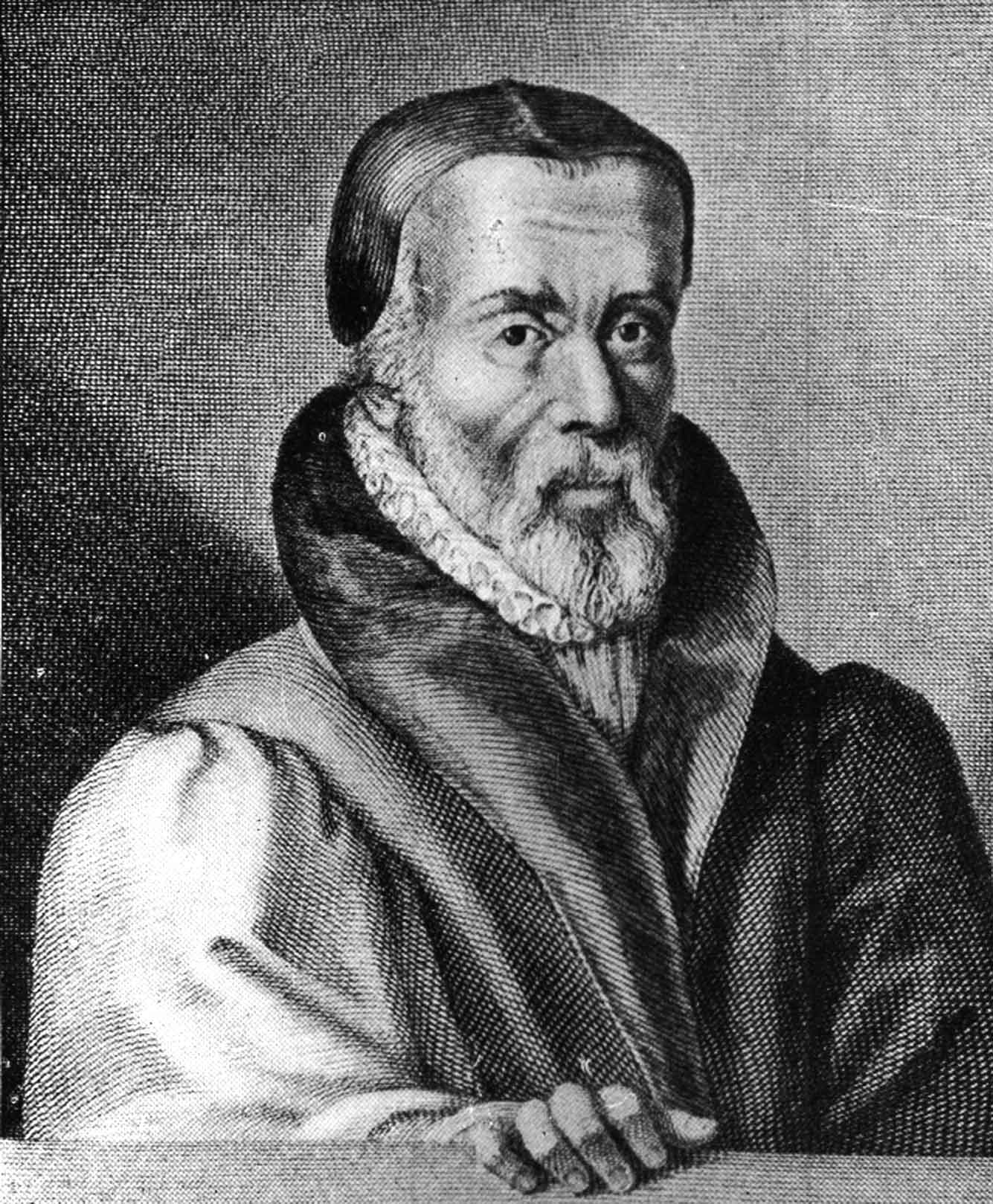
William Tyndale potrebbe essere stato il primo ad aver usato la parola in un libro in lingua inglese.

Mumpsimus ben presto entrò nella lingua come parola gergale ampiamente usata dagli scrittori del XVI secolo.
Nel libro di William Tyndale Practice of Prelates (1530) la parola veniva usata per designare un ostinato avversario alle opinioni di Tyndale. Disse che gli uomini ai quali il cardinale Wolsey aveva chiesto le ragioni per cui Caterina d'Aragona non fosse veramente la moglie del re Enrico VIII erano "...all lawyers, and other doctors, mumpsimuses of divinity". Nel 1531 Sir Thomas Elyot usò la parola nel suo Boke named the Gouvernor, dove a proposito della parola Magnanimitie scrisse: "...being yet straunge, as late borowed out of the Latyne, shall not content all men, and specially them whome nothing contenteth out of their accustomed mumpsimus".
Enrico VIII nel discorso pronunciato durante la cerimonia di apertura del Parlamento del Regno Unito alla vigilia di Natale del 1545, disse:
Peter Heylin si riferisce alle parole del re in The History of St. George of Cappadocia (1631) quando parla di "...those self-conceited ones which are so stiffe—as King Harry used to say—in their new sumpsimus..."
Hugh Latimer usò il termine in due sermoni che predicò nel 1552, dicendo: "When my neighbour is taught, and knoweth the truth, and will not believe it, but will abide in his old mumpsimus..." e di nuovo: "Some be so obstinate in their old mumpsimus, that they cannot abide the true doctrine of God."
In una polemica del 1883 sugli errori nelle traduzioni della Bibbia cristiana, John Burgon dice: "If men prefer their 'mumpsimus' to our 'sumpsimus', let them by all means have it: but pray let them keep their rubbish to themselves—and at least leave our SAVIOUR's words alone."
Eugene T. Maleska, editore dei cruciverba di The New York Times, ricevette "dozzine di lettere" dopo che mumpsimus era comparso come risposta; aveva ritenuto che "fosse il momento di far rivivere il sostantivo obsoleto". A. Leslie Derbyshire usò il termine in un libro del 1981 sulle scienze gestionali rivolto a manager che sanno come fare un lavoro migliore ma scelgono di non farlo. Garner's Modern English Usage afferma che la parola si può impiegare per George W. Bush, che aveva l'abitudine di pronunciare la parola "nuclear" ([ˈnukliər], audio) come "nucular", nonostante l'errore gli fosse stato ampiamente segnalato.